# Шамима, Актер Лиза
Актер Лиза Шамима (бенг. শামীমা আক্তার লিজা; род. 26 октября 1989) — бангладешская шахматистка, международный мастер среди женщин (2011).

## Биография
Три раза побеждала на женских чемпионатах Бангладеш по шахматам (2005, 2010, 2014). В 2015 году победила на зональном турнире стран Западной Азии и получила право участвовать в женском чемпионате мира по шахматам.
Участвовала в женских чемпионатах мира по шахматам:
- В 2015 году в Сочи в первом туре проиграла Виктории Чмилите[3];
- В 2017 году в Тегеране в первом туре проиграла Харике Дронавалли[4].

Представляла Бангладеш на четырех шахматных олимпиадах (2008—2010, 2014—2016). В женском командном турнире по шахматам Азиатских игр участвовала в 2006 году.